# Angel's Friends
Angel's Friends (em português Anjas Amigas) é uma série em quadrinhos italiana criada a partir de uma ideia original de Simona Ferri publicado pela Press Play de março 2007 a Janeiro 2008 editado por agentes romanos  Red Whale e Yellow Whale  supervisionados por Bruno Enna para o roteiro e Giada Perissinotto para os desenhos.
Foi adaptada para um desenho animado que estreou no dia 12 de outubro de 2009 em Itália.

## Desenho animado
A primeira temporada tem 52 episódios dos desenhos animados transmitidos a partir de 12 de outubro 2009 no canal Itália 1 e replicada no canal Boing de 04 de outubro 2010. A segunda temporada foi anunciada em janeiro de 2011 e estreou no dia 29 de abril 2012.
Um filme de televisão Angel's Friends: Between Dream and Reality (Anjas Amigas - Entre o sonho e a realidade) estreou no Itália 1 em 23 de abril 2011.

## Live Action
Desde que Simona Ferri, a autora, revelou estar interessada em voltar a trabalhar com Angel's Friends, mas dando à história um tom mais adulto que  uma adaptação em live action está a ser discutida. O piloto do projeto, chamado Darkly, foi produzido  em 2016 pela Play Entertainment e Mad Rocket Entertainment, adaptado por Daniele Cosci e dirigido por Alessio Liguori, com Alessandro Danzi como Sulfus, Demetra Bellina como Raf e Denise Tantucci as Reina. Tem 8 minutos.

O enredo é dirigido a uma audiência mais velha e mais matura, segue uma história mais sombria, onde Raf e Sulfus são mortos pela Reina e renascidos como humanos, mas sem as memórias.